# 安広伴一郎

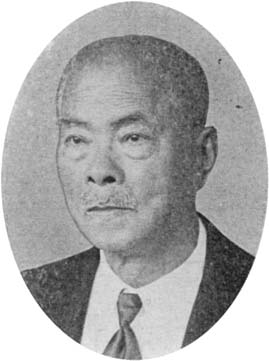
安広伴一郎

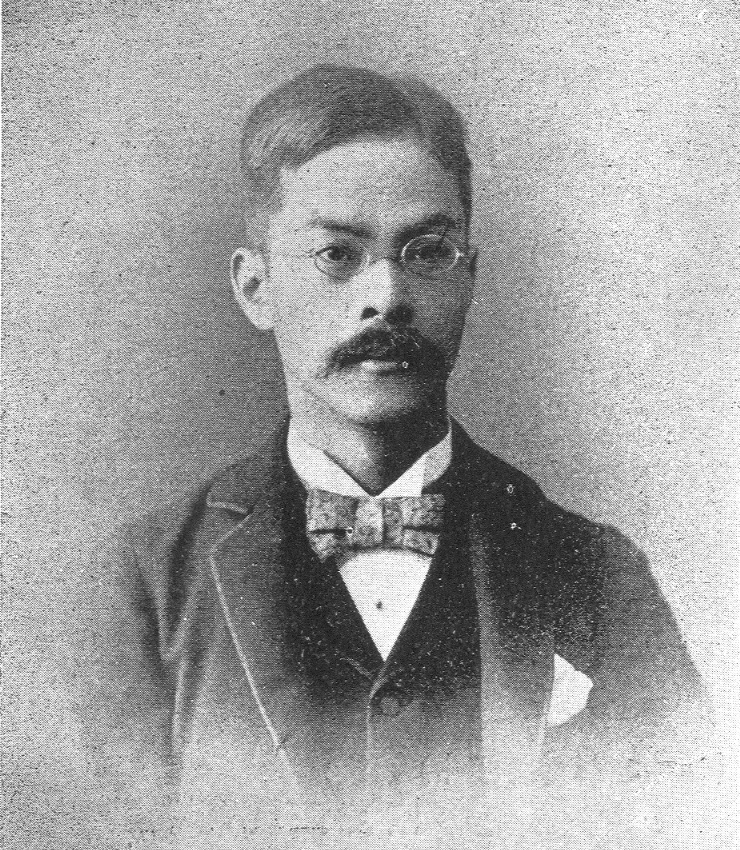
安広伴一郎（1901年）

安広 伴一郎（やすひろ ばんいちろう、旧字体： 安廣 伴󠄁一郞、安政6年10月13日（1859年11月7日） - 昭和26年（1951年）5月27日）は、明治時代から昭和時代にかけて活躍した官僚・政治家・実業家。内閣書記官長、貴族院議員、南満洲鉄道社長などを歴任した。号は竜峰。

## 経歴
豊前国仲津郡出身。安広紫川の子。
村上仏山について儒学を修め、明治8年（1875年）上京して慶應義塾に入り、明治11年（1878年）に義塾から留学して香港中央書院に入学し、明治13年（1880年）5月に卒業。
帰国後、山縣有朋の知遇を得て、中山寛六郎の援助によりケンブリッジ大学に遊学して明治20年（1887年）法学士の学位を得た。明治21年（1888年）、第三高等中学校教員。明治23年（1890年）内閣書記官。内務省、文部省、逓信省を経て明治31年（1898年）11月、内閣書記官長（1900年10月まで在任）。明治33年（1900年）9月26日、貴族院勅選議員。1915年（大正4年）6月22日、錦鶏間祗候となる。農商務総務長官、製鉄所長官、法制局長官、内閣恩給局長を経て、大正5年（1916年）3月4日、枢密顧問官となり、同月13日に貴族院議員を辞任した。大正13年（1924年）6月、南満洲鉄道株式会社（満鉄）社長に就任し、昭和2年（1927年）7月まで務めた。
山縣有朋の側近中の側近の官僚として活躍し、白根専一・小松原英太郎・大浦兼武・淸浦奎吾・松平正直・大森鍾一・平田東助らと並んで「山県派四天王」の一人といわれた。

## 親族
- 笹川恭三郎 - 二女の夫。咸鏡南道知事。

## 栄典
位階
- 1891年（明治24年）11月28日 - 正七位[5]
- 1897年（明治30年）7月10日 - 正五位[6]
- 1900年（明治33年）11月10日 - 従四位[7]
- 1911年（明治44年）4月21日 - 正四位[8]

勲章等
- 1900年（明治33年）12月20日 - 勲四等瑞宝章[9]
- 1903年（明治36年）12月14日 - 勲二等旭日重光章[10]
- 1906年（明治39年）4月1日 - 勲一等瑞宝章[11]
- 1911年（明治44年）6月13日 - 旭日大綬章[12]
- 1912年（大正元年）8月1日 - 韓国併合記念章[13]
- 1915年（大正4年）11月10日 - 大礼記念章（大正）[14]
- 1931年（昭和6年）3月20日 - 帝都復興記念章[15]
- 1940年（昭和15年）8月15日 - 紀元二千六百年祝典記念章[16]